# Liste der Gerichte des Landes Schleswig-Holstein
Diese Liste dient der Aufnahme aller Gerichte in Trägerschaft des Landes Schleswig-Holstein.
|                             | Obere Landesgerichte                                             | Untere Landesgerichte |
| Verfassungsgerichtsbarkeit  | Schleswig-Holsteinisches Landesverfassungsgericht (in Schleswig) | |
| Ordentliche Gerichtsbarkeit | Schleswig-Holsteinisches Oberlandesgericht (in Schleswig)        | Landgericht Flensburg \| Amtsgerichte Flensburg \| Husum \| Niebüll \| Schleswig                                                  |
| Ordentliche Gerichtsbarkeit | Schleswig-Holsteinisches Oberlandesgericht (in Schleswig)        | Landgericht Itzehoe \| Amtsgerichte Elmshorn \| Itzehoe \| Meldorf \| Pinneberg                                                   |
| Ordentliche Gerichtsbarkeit | Schleswig-Holsteinisches Oberlandesgericht (in Schleswig)        | Landgericht Kiel \| Amtsgerichte Bad Segeberg \| Eckernförde \| Kiel \| Neumünster \| Norderstedt \| Plön \| Rendsburg            |
| Ordentliche Gerichtsbarkeit | Schleswig-Holsteinisches Oberlandesgericht (in Schleswig)        | Landgericht Lübeck \| Amtsgerichte Ahrensburg \| Eutin \| Lübeck \| Oldenburg in Holstein \| Ratzeburg \| Reinbek \| Schwarzenbek |
| Arbeitsgerichtsbarkeit      | Landesarbeitsgericht Schleswig-Holstein (in Kiel)                | Arbeitsgerichte Elmshorn \| Flensburg \| Kiel \| Lübeck \| Neumünster                                                             |
| Finanzgerichtsbarkeit       | Schleswig-Holsteinisches Finanzgericht (in Kiel)                 | |
| Sozialgerichtsbarkeit       | Schleswig-Holsteinisches Landessozialgericht (in Schleswig)      | Sozialgerichte Itzehoe \| Kiel \| Lübeck \| Schleswig                                                                             |
| Verwaltungsgerichtsbarkeit  | Schleswig-Holsteinisches Oberverwaltungsgericht (in Schleswig)   | Schleswig-Holsteinisches Verwaltungsgericht (in Schleswig)                                                                        |